# Jan Friso
Jan Friso, książę Oranje-Nassau, właśc.: Prins Johan Friso Bernhard Christiaan David van Oranje-Nassau, graaf van Oranje-Nassau, jonkheer van Amsberg (ur. 25 września 1968 w Utrechcie, zm. 12 sierpnia 2013 w Hadze) – młodszy brat króla Holandii Wilhelma-Aleksandra, drugi syn królowej Holandii Beatrix i księcia Clausa. Do 24 kwietnia 2004 roku książę Niderlandów (Prins Johan Friso Bernhard Christiaan David der Nederlanden). Zwany był też księciem Friso.

## Życiorys

Monogram księcia

Friso pobierał naukę w Nieuwe Baarnse School w Baarn, Baarns Lyceum i Eerste Vrijzinnig Christelijk Lyceum w Hadze. Studiował na Uniwersytecie Technicznym w Delfcie – nauki kosmiczne, ekonomię na Erasmus Universiteit w Rotterdamie i European Institute of Business Administration w Fontainebleau we Francji. Pracował w fabryce samolotów McDonnell Douglas w Kalifornii, McKinsey & Company, Goldman Sachs w Londynie. Od marca 2004 był dyrektorem TNO Space w Delfcie.

### Małżeństwo
W dniu 30 czerwca 2003 ogłoszono zaręczyny Jana Friso z Mabel Wisse Smit. Książę nie uzyskał zgody parlamentu na to małżeństwo. Premier Jan Peter Balkenende wytłumaczył, że chodziło tu o przeszłość książęcej narzeczonej. Mabel przyznała w 2003, że we wcześniejszym oświadczeniu nie powiedziała wszystkiego o swojej przeszłości. Chodziło tu o jej znajomość z Klaasem Bruinsmą (1953-1991) zwanym „Ojcem chrzestnym” holenderskiego handlu narkotykami. To „nadużycie zaufania” było przyczyna dla której parlament nie wyraził zgody na to małżeństwo. Tym samym książę stracił prawo do tronu Holandii. Mimo to do ślubu doszło 24 kwietnia 2004 roku.
W wyniku Aktu Członkostwa do Rodziny Królewskiej z 2002, książę Jan Friso utracił tytuł księcia Niderlandów. Od czasu ślubu księciu przysługuje tytuł księcia Oranje-Nassau i dziedziczny tytuł hrabiego Oranje-Nassau. Dzieci narodzone z tego związku będą nosiły tytuł: „Hrabiego/hrabiny Oranje-Nassau, Jonkheer/Jonkvrouw van Amsberg” i tak jest w wypadku córek pary. Jan Friso i Mabel mają dwie córki:
- Emma Luana (Emma Luana Ninette Sophie), hrabinę Oranje-Nassau (ur. 27 marca 2005)
- Joanna Zaria (Joanna Zaria Nicoline Milou), hrabinę Oranje-Nassau (ur. 17 czerwca 2007).

### Wypadek i śmierć
W dniu 17 lutego 2012 podczas wakacji w Lech w Alpach Lechtalskich został przysypany lawiną i doznał urazu czaszkowo-mózgowego. Był hospitalizowany w Innsbrucku. Jego stan określano jako krytyczny. Jak podaje personel medyczny kliniki uniwersyteckiej w Innsbrucku, badanie metodą rezonansu magnetycznego ujawniło rozległe uszkodzenie mózgu – książę aż do śmierci pozostał w śpiączce; od początku istniało zagrożenie, że już nigdy nie odzyska przytomności. W listopadzie 2012 holenderski dwór królewski zakomunikował, że książę chwilami zdradza objawy stanu minimalnej świadomości. Książę zmarł 12 sierpnia 2013 z powodu komplikacji, które powstały w wyniku uszkodzenia mózgu spowodowanego przez niedotlenienie. Pogrzeb księcia Friso odbył się 16 sierpnia 2013, a w jego ostatniej drodze uczestniczyła jego żona Mabel z córkami Luaną i Zarią, jego matka księżna Beatrix, jego brat król Wilhelm-Alexander z rodziną oraz jego chrzestny król Norwegii Harald V. Ciało księcia spoczęło wbrew tradycji na cmentarzu miejscowego kościoła w miejscowości Lage Vuursche w pobliżu królewskiej rezydencji Drakensteyn, a nie w rodzinnej krypcie w Nieuwe Kerk w Delfcie.